# Katjoesja (wielerploeg)/2009
Deze pagina geeft een overzicht van de wielerploeg Katjoesja in 2009.

## Algemeen
Sponsors: Gazprom, Itera, Rostechnologii
Algemeen manager: Stefano Feltrin
Team manager: Omar Piscina
Ploegleiders: Jef Braeckevelt, Claudio Cozzi, Dmitri Konysjev, Orlando Maini, Serge Parsani
Fietsmerk: Ridley

## Renners
| Naam                  | Geboortedatum | Nationaliteit       | Ploeg 2008             | Info                                                             |
| --------------------- | ------------- | ------------------- | ---------------------- | ---------------------------------------------------------------- |
| László Bodrogi        | 11-12-1976    | Hongarije           | Crédit Agricole        |                                                                  |
| Aleksandr Botsjarov   | 26-02-1975    | Rusland             | Crédit Agricole        |                                                                  |
| Pavel Broett          | 29-01-1982    | Rusland             |                        |                                                                  |
| Antonio Colom         | 11-05-1978    | Spanje              | Team Astana            |                                                                  |
| Alberto Contoli       | 21-12-1987    | Italië              | Neo                    |                                                                  |
| Kenny Dehaes          | 10-11-1984    | België              | Topsport Vlaanderen    | t/m 30 juni 2009 naar Silence-Lotto                              |
| Nikita Jeskov         | 23-01-1983    | Rusland             |                        |                                                                  |
| Denis Galimzjanov     | 07-03-1987    | Rusland             |                        |                                                                  |
| Joan Horrach          | 27-03-1973    | Spanje              | Caisse d'Epargne       |                                                                  |
| Michail Ignatiev      | 07-05-1985    | Rusland             |                        |                                                                  |
| Sergej Ivanov         | 05-03-1975    | Rusland             | Team Astana            |                                                                  |
| Vladimir Karpets      | 20-09-1980    | Rusland             | Caisse d'Epargne       |                                                                  |
| Sergej Klimov         | 07-07-1980    | Rusland             |                        |                                                                  |
| Aleksej Markov        | 26-05-1979    | Rusland             |                        |                                                                  |
| Luca Mazzanti         | 04-02-1974    | Italië              | Tinkoff Credit Systems |                                                                  |
| Robbie McEwen         | 24-04-1972    | Australië           | Silence - Lotto        |                                                                  |
| Gennadi Michajlov     | 08-02-1974    | Rusland             | Mitsubishi-Jartazi     |                                                                  |
| Danilo Napolitano     | 31-01-1981    | Italië              | Lampre-Fondital        |                                                                  |
| Jevgeni Petrov        | 25-05-1978    | Rusland             |                        |                                                                  |
| Christian Pfannberger | 09-12-1979    | Oostenrijk          | Barloworld             |                                                                  |
| Filippo Pozzato       | 10-09-1981    | Italië              | Liquigas               |                                                                  |
| Ivan Rovny            | 30-09-1987    | Rusland             |                        |                                                                  |
| Aleksandr Serov       | 12-11-1982    | Rusland             |                        |                                                                  |
| Ricardo Serrano       | 04-08-1978    | Spanje              |                        |                                                                  |
| Gert Steegmans        | 30-09-1980    | België              | Quick•Step             | sinds eind juni op non-actief, verbrak in augustus zijn contract |
| Ben Swift             | 06-12-1987    | Verenigd Koninkrijk | Neo                    |                                                                  |
| Nikolaj Troesov       | 07-02-1985    | Rusland             |                        |                                                                  |
| Stijn Vandenbergh     | 25-04-1984    | België              | AG2R-La Mondiale       |                                                                  |
| Maxime Vantomme       | 08-03-1986    | België              | Mitsubishi-Jartazi     |                                                                  |

## Belangrijke overwinningen
| Cancer Council Classic winnaar: Robbie McEwen Challenge Mallorca Trofeo Mallorca: Gert Steegmans Trofeo Cala Millor-Cala Bona: Robbie McEwen Trofeo Pollença: Antonio Colom Klassement: Antonio Colom Ruta del Sol 2009 1e etappe: Danilo Napolitano 2e etappe: Gert Steegmans Ronde van de Algarve 2009 3e etappe: Antonio Colom Driedaagse van West-Vlaanderen 2e etappe: Danilo Napolitano Parijs-Nice 2009 8e etappe: Antonio Colom | Internationale Wielerweek 1e etappe: Danilo Napolitano E3 Prijs Vlaanderen winnaar: Filippo Pozzato Driedaagse van De Panne-Koksijde 1e etappe: Filippo Pozzato Amstel Gold Race 2009 winnaar Sergej Ivanov Ronde van Picardië 3e etappe: Robbie McEwen Ronde van Catalonië 2009 5e etappe Nikolaj Troesov Ronde van België 1e etappe: Sergej Ivanov | Ronde van Luxemburg 1e etappe: Danilo Napolitano Nationale kampioenschappen wielrennen Italië: wegwedstrijd: Filippo Pozzato Rusland: wegwedstrijd: Sergej Ivanov Ronde van Frankrijk 2009 14e etappe: Sergej Ivanov Ronde van Veneto winnaar: Filippo Pozzato Ronde van Groot-Brittannië 7e etappe: Ben Swift |

2006 · 2007 · 2008 · 2009 · 2010 · 2011 · 2012 · 2013 · 2014 · 2015 · 2016 · 2017 · 2018 · 2019
AG2R-La Mondiale · Astana · Bbox-Bouygues Telecom/2009 · Caisse d'Epargne · Cofidis · Team Columbia · Team CSC Saxo Bank · Euskaltel-Euskadi · Française des Jeux · Fuji-Servetto · Garmin-Chipotle · Katjoesja · Lampre-NGC · Liquigas · Team Milram · Quick·Step · Rabobank · Silence-Lotto